# Masanobu Fukuoka
Masanobu Fukuoka (Nhật: 福岡 正信 Hepburn: Fukuoka Masanobu, âm Hán Việt: Phúc Cương Chánh Tín) (ngày 2 tháng 2 năm 1913 – ngày 16 tháng 8 năm 2008) là một nông dân và triết gia người Nhật nổi tiếng ở lĩnh vực nông nghiệp tự nhiên và việc "phủ xanh đồi trọc" (hay đất đai đã bị hoang mạc hóa). Ông là người đề xướng phương pháp trồng trọt không cày đất, không sử dụng thuốc diệt cỏ hay thuốc trừ sâu và từ đó hình thành một phương pháp nông nghiệp đặc trưng, thường được gọi là "nông nghiệp tự nhiên" hoặc là "nông nghiệp không làm gì cả".

## Tiểu sử
Fukuoka, sinh ngày 2 tháng 2 năm 1913 tại Iyo, Ehime, Nhật Bản, là con trai thứ hai của Kameichi Fukuoka, một chủ đất và một lãnh đạo địa phương có học thức và giàu có. Fukuoka theo học Đại học Nông nghiệp tỉnh Gifu và được đào tạo thành một nhà vi sinh vật học và nhà khoa học nông nghiệp. Ông khởi đầu sự nghiệp khoa học nghiên cứu chuyên về bệnh học thực vật. Ông làm việc tại Bộ phận Kiểm tra Thực vật của Cục Hải quan Yokohama vào năm 1934 ở vị trí thanh tra hải quan nông nghiệp. Năm 1937, ông phải nhập viện vì bệnh viêm phổi, và trong khi hồi phục, ông kể rằng mình đã có một trải nghiệm tâm linh sâu sắc làm thay đổi thế giới quan của ông và khiến cho ông hoài nghi các phương pháp khoa học nông nghiệp hiện đại của "phương Tây". Sau đó, ông ngay lập tức từ chức và trở về trang trại của gia đình trên đảo Shikoku ở miền nam Nhật Bản.
Từ năm 1938, Fukuoka bắt đầu thực hành và thử nghiệm các kỹ thuật mới cho những vườn cây ăn quả hữu cơ và hình thành ý tưởng "nông nghiệp tự nhiên" từ những quan sát thu được. Bên cạnh những hoạt động khác, ông cũng ngừng việc cắt tỉa một diện tích cây có múi khiến những cây ở đó bị sâu bọ phá hoại, cành cây bị rối vào nhau. Ông cho rằng trải nghiệm đó đã dạy cho ông sự khác biệt giữa cái tự nhiên và việc không can thiệp. Những nỗ lực của ông đã bị gián đoạn bởi Thế chiến thế giới thứ hai, là khoảng thời gian ông công tác tại trạm thí nghiệm nông nghiệp tỉnh Kōchi, với các hoạt động bao gồm nghiên cứu nông nghiệp và sản xuất thực phẩm.

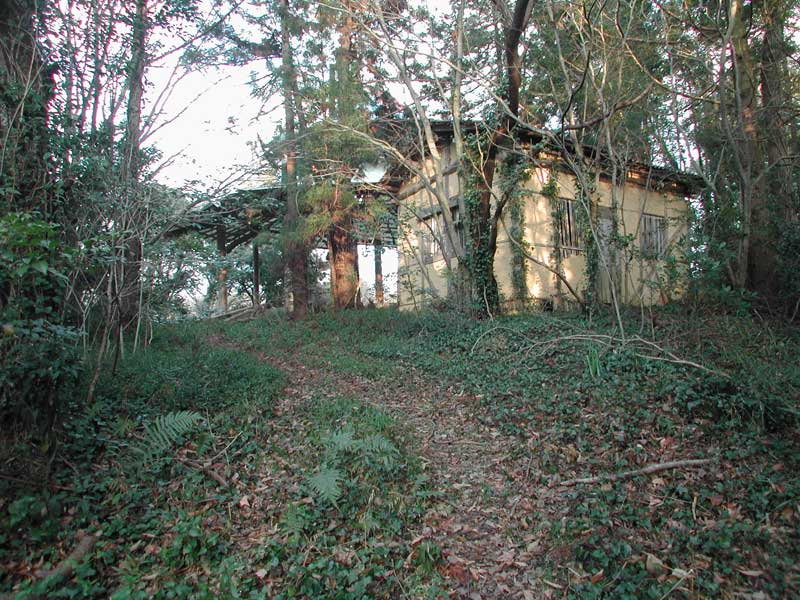
Ngọn đồi của Fukuoka ở Iyo, Ehime

Năm 1940, Fukuoka kết hôn với vợ là Ayako và họ có với nhau 5 người con. Sau Thế chiến thứ hai, cha của ông đã mất phần lớn đất đai của gia đình trong cuộc cải cách ruộng đất thời hậu chiến và chỉ còn lại 3/8 mẫu đất trồng lúa và những vườn cây ăn quả có múi trên sườn đồi mà ông ông đã tiếp quản trước chiến tranh. Bất chấp những hoàn cảnh đó, vào năm 1947, ông đã thành công trở lại với canh tác tự nhiên, sử dụng các phương pháp canh tác không làm đất để trồng lúa và lúa mạch. Ông đã viết cuốn sách đầu tiên của mình "Không làm gì - cuộc cách mạng của thần (無〈1〉神の革命?) bằng tiếng Nhật, trong cùng năm ông đã làm việc để truyền bá lợi ích của các phương pháp và triết lý của mình. Cuốn sách sau này của ông, "Cuộc cách mạng một cọng rơm", được xuất bản năm 1975 và được dịch sang tiếng Anh năm 1978.

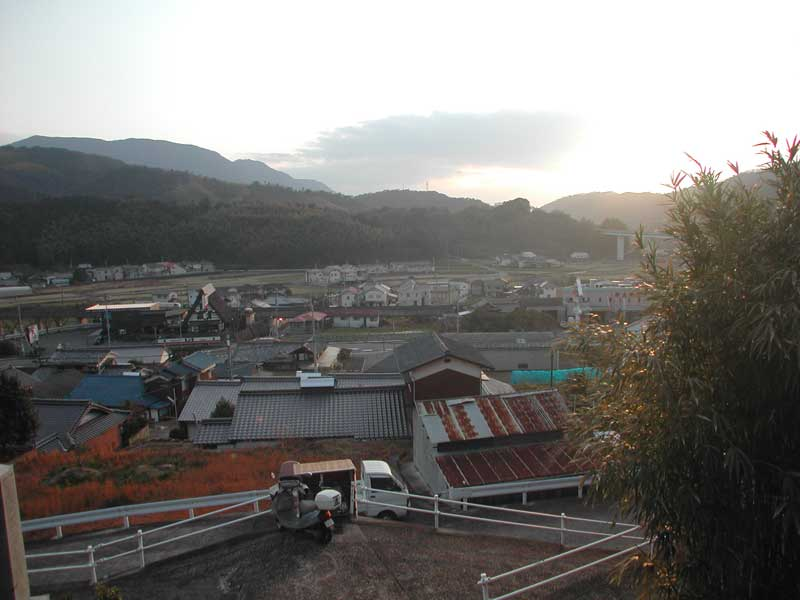
Cảnh quan nông trại gia đình của Fukuoka ở Ehime

Từ năm 1979, Fukuoka đã đi khắp thế giới, thuyết trình, làm việc trực tiếp để gieo hạt và tái tạo các khu vực thực vật, đồng thời nhận được một số giải thưởng ở nhiều quốc gia khác nhau để ghi nhận công việc và thành tích của ông. Đến những năm 1980, Fukuoka ghi nhận rằng ông và gia đình đã vận chuyển khoảng 6.000 thùng cam quýt đến Tokyo mỗi năm, tổng cộng khoảng 90 tấn.
Trong chuyến hành trình đầu tiên ra nước ngoài, Fukuoka đã đi cùng vợ là bà Ayako, gặp gỡ các nhà lãnh đạo của chế độ ăn thực dưỡng Michio Kushi và Herman Aihara. Họ đã gieo hạt trên vùng đất sa mạc hóa, đến thăm Đại học California ở Berkeley và Los Angeles, Trung tâm Thiền Green Gulch Farm, Trang trại Gia đình Lundberg và gặp gỡ các đại diện UNCCD của Liên Hợp Quốc bao gồm Maurice Strong, người đã khuyến khích sự tham gia thiết thực của Fukuoka vào "Kế hoạch hành động chống sa mạc hóa". Ông cũng đã đến thành phố New York và các khu vực lân cận như Boston và Amherst College ở Massachusetts.
Năm 1983, ông đến Châu Âu trong 50 ngày để tổ chức hội thảo, hướng dẫn nông dân và gieo hạt. Năm 1985, ông đã dành 40 ngày ở Somalia và Ethiopia, gieo hạt giống để tái tạo thảm thực vật cho các vùng sa mạc, làm việc ở những ngôi làng hẻo lánh và một trại tị nạn. Năm sau ông trở lại Hoa Kỳ, phát biểu tại ba hội nghị quốc tế về canh tác tự nhiên ở bang Washington, San Francisco và tại Khoa Nông nghiệp của Đại học California, Santa Cruz. Fukuoka cũng nhân cơ hội đến thăm các trang trại, khu rừng và thành phố để thuyết trình và gặp gỡ mọi người. Năm 1988, ông thuyết trình tại Đại hội Khoa học Ấn Độ, các trường đại học nông nghiệp của bang và các địa điểm khác.
Fukuoka đến Thái Lan vào năm 1990 và 1991, thăm các trang trại và thu thập hạt giống để tái tạo thảm thực vật ở các sa mạc ở Ấn Độ, và ông đã quay trở lại Ấn Độ vào tháng 11 và tháng 12 năm đó với nỗ lực tái tạo thực vật. Năm tiếp theo, ông tham gia các cuộc họp chính thức tại Nhật Bản liên quan đến Hội nghị thượng đỉnh Trái đất ở Rio, Brazil, và vào năm 1996, ông quay trở lại Châu Phi, gieo hạt ở các vùng sa mạc của Tanzania, quan sát cây bao báp và nước rừng rậm. Ông đã dạy làm và gieo viên hạt giống tại Việt Nam từ năm 1995.
Ông đến Philippines vào năm 1998, thực hiện nghiên cứu Canh tác tự nhiên và đến thăm Hy Lạp vào cuối năm đó để hỗ trợ các kế hoạch trồng lại 10.000 ha xung quanh khu vực Hồ Vegoritida và sản xuất một phim. Năm sau, ông trở lại châu Âu, thăm Mallorca.
Ông đã đến thăm Trung Quốc vào năm 2001, và vào năm 2002, quay trở lại Ấn Độ một lần nữa để phát biểu tại hội thảo "Nature as Teacher" tại Trang trại Navdanya và tại Đại học Trái đất Bija Vidyapeeth ở Dehra Dun, Uttarakhand ở miền bắc Ấn Độ. Vào Ngày Gandhi, ông có bài thuyết trình lần thứ ba tại Lễ tưởng niệm Albert Howard thường niên cho những người tham dự từ khắp sáu châu lục. Mùa thu năm đó, ông dự định đến thăm Afghanistan cùng với Yuko Honma nhưng không thể tham dự, thay vào đó tám tấn hạt giống đã được chuyển đi. Năm 2005, ông có một bài thuyết trình ngắn tại World Expo ở tỉnh Aichi, Nhật Bản, và vào tháng 5 năm 2006, ông xuất hiện trong một cuộc phỏng vấn kéo dài một giờ trên kênh truyền hình Nhật Bản NHK.
Masanobu Fukuoka qua đời vào ngày 16 tháng 8 năm 2008 ở tuổi 95, sau một thời gian nằm liệt trên giường và ngồi trên xe lăn.

## Giải thưởng
Năm 1988, Fukuoka nhận Giải thưởng Desikottam của Đại học Visva-Bharat i, Giải thưởng Ramon Magsaysay cho Dịch vụ Công tại Philippines, thường được coi là "Giải Nobel của Châu Á".
Vào tháng 3 năm 1997, diễn đàn Earth Summit+5 ở Rio de Janeiro đã trao cho ông Giải thưởng của Hội đồng Trái đất, được đích thân ông nhận tại một buổi lễ ở Tokyo vào ngày 26 tháng 5 năm đó, vinh danh ông vì những đóng góp của ông cho sự phát triển bền vững.
Năm 1998, Fukuoka nhận được khoản trợ cấp 10.000 đô la Mỹ từ Quỹ Rockefeller Brothers, nhưng khoản trợ cấp này đã bị trả lại do tuổi cao khiến ông không thể hoàn thành dự án.